# Kostel svatého Vavřince (Mukařov)
Římskokatolický farní kostel svatého Vavřince v Mukařově je sakrální stavba stojící ve středu obce na návsi. Od roku 1967 je chráněn jako kulturní památka.

## Popis
Z původního pozdně gotického kostela se zachoval presbytář z období kolem roku 1450. Sakristie je barokní. Také loď kostela je barokní z počátku 18. století. Kostel byl obnoven v roce 1866.

## Architektura
Jedná se o obdélnou, jednolodní stavbu s polygonálně uzavřeným presbytářem a barokní sakristií po severní straně. Stěny lodi jsou členěny lizénami. Na obou stranách jsou prosté portály. Okna jsou obdélná se segmentovými záklenky. Na břidlové střeše je zvonička.
Presbytář je sklenut křížovou žebrovou klenbou spočívající na šesti figurálně zdobených konzolách. Sakristie i loď kostela mají plochý strop. V lodi se nachází dřevěná kruchta.

## Zařízení
Zařízení pochází z 18. a 19. století. Hlavní oltář je novogotický z roku 1866. Je na něm obraz sv. Vavřince. Boční oltář je pseudorenesanční z konce 19. století. V kostele se nachází pozdně gotická soška Madony z počátku 16. století. Jsou zde také sochy sv. Šebestiána a sv. Barbory. Jsou běžnou řemeslnickou prací ze začátku 18. století. V sakristii je lidový řezaný krucifix z 18. století.
Před vstupem do areálu kostela a přilehlého hřbitova stojí pomník upomínající na spoluobčany padlé v 1. světové válce. Na frontách v letech 1914-1918 zemřelo 14 mužů z Mukařova a sousední Borovice.